# Время и Стекло
«Время и Стекло» — украинская поп-группа, образованная 2 декабря 2010 года. В состав входили Алексей Завгородний (Позитив) и Надя Дорофеева (Додо). Продюсер и один из авторов песен проекта — Алексей Потапенко (Потап). 11 марта 2020 года официально было объявлено о распаде группы, однако 9 июля 2025 года участники группы объявили о своём воссоединении. Уже 10 июля вышел их совместный трек на украинском языке "Смак-печаль" (рус. Вкус-печаль). 

## История
В 2010 году Алексей Потапенко совместно с партнёром продюсерского центра «MOZGI Entertainment» Ириной Горовой решил открыть новый проект с участием Алексея Завгороднего (известного под псевдонимом Позитив), с которым он давно сотрудничал, и девушки-вокалистки. После проведения интернет-кастинга и очного кастинга в Киеве, новой участницей стала Надежда Дорофеева, лауреат фестиваля «Черноморские Игры».
Первый сингл группы — «Так выпала Карта» — современный романс, написанный Потапом. Премьера песни и клипа состоялась 17 ноября 2010 года. Уже 10 дней спустя ролик попал на 5-е место по количеству просмотров на YouTube в рубрике «Мировые музыканты».
4 марта 2011 состоялась премьера клипа на песню «Любви Точка Нет». 10 июня 2011 вышел клип «Серебряное море», а 21 ноября 2011 года — «Кафель». 29 мая 2012 года участники группы «Время и Стекло» презентовали клип на песню «Гармошка». 11 декабря 2012 года состоялась презентация клипа на песню «Слеза», исполненную совместно с Потапом. 28 мая 2013 года состоялась премьера клипа «#кАроче». 11 июля 2013 состоялась презентация англоязычной версии песни «Гармошка» — «Harmonica». 12 ноября 2013 года вышел клип на песню «Потанцуй со мной». В 2014 группа презентовала клип на песню «Забери», съёмки которого прошли в Мексике.
Группа «Время и Стекло» принимает участие в украинских развлекательных телевизионных программах. С 2013 года «Время и Стекло» выступает в сопровождении балета «Flow Masters». В 2013 году группа «Время и Стекло» в рамках «MOZGI ТУР» вместе с продюсерскими проектами Потапа, дуэтом «Потап и Настя» и артистом Аркадием Лайкиным, выступила в 24 крупнейших городах Украины, включая Киев. В 2013—2014 годах Алексей Завгородний и Надежда Дорофеева выступили ведущими хит-парада «UA TOP 10» на канале «М1».

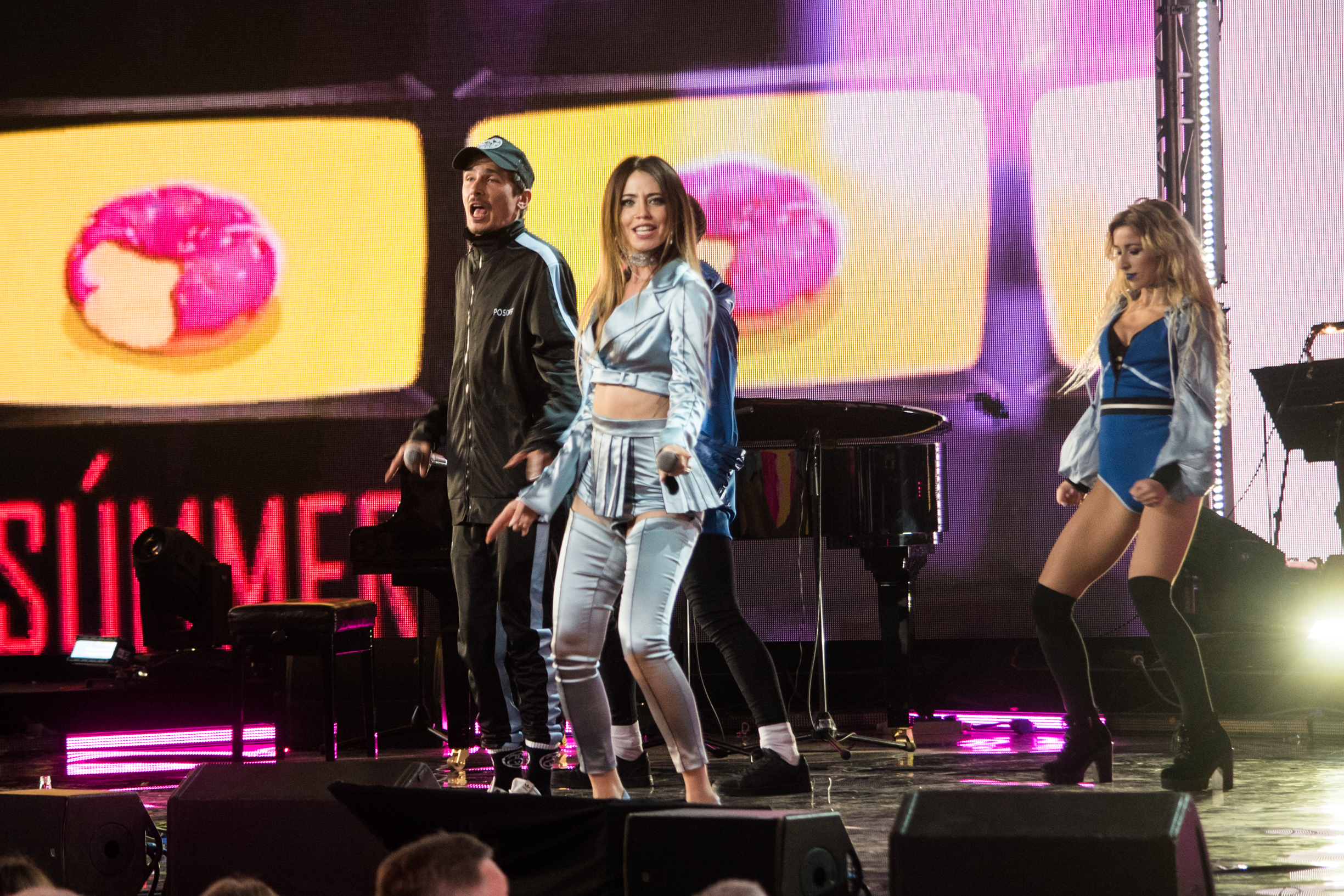
Группа «Время и Стекло» на фестивале «Лайма. Рандеву. Юрмала 2017»

6 февраля 2015 года группа выпустила сингл «Имя 505».
Премьера видеоклипа на эту песню состоялась 9 апреля. В июне 2015 года сингл вошёл в топ чарта iTunes. Клип на песню за три недели набрал более 50 млн просмотров на YouTube. По итогам 2015 года «Имя 505» стал самым популярным клипом на YouTube в Украине. Трек вошёл в символический топ-10 композиций, которые «достойны того, чтобы надолго застрять строчками в голове» по версии журнала «Афиша-Воздух». После трека «Имя 505» группа «Время и Стекло» выпустила песни «Песня 404», «Ритм 122», «Опасно 220».
Осенью 2017 года солисты группы «Время и Стекло» Надежда Дорофеева (Додо) и Алексей Завгородний (Позитив) приняли участие в качестве тренеров в украинской телепередаче «Голос. Дети (Украина)» на телеканале «1+1».
31 мая 2018 года группа выпустила клип на песню «Е, Бой». 9 ноября группа «Время и Стекло» выпустила новый трек «Песня про лицо», жанр которого электронный рэп, а 14 декабря последовал клип.
28 декабря 2018 года группа «Время и Стекло» выпустила долгожданный медляк «Финальные титры», ставший саундтреком к фильму «Я, ты, он, она».
Весной 2019 года солисты группы «Время и Стекло» Надежда Дорофеева (Додо) и Алексей Завгородний (Позитив) приняли участие в качестве тренеров в украинской телепередаче «Голос. Дети (Украина)» на телеканале «1+1». В финале их подопечный стал победителем.
5 июля 2019 года вышел альбом VISLOVO, состоящий из 14 аудиозаписей. Альбом записан на трёх языках: русский, английский и украинский.

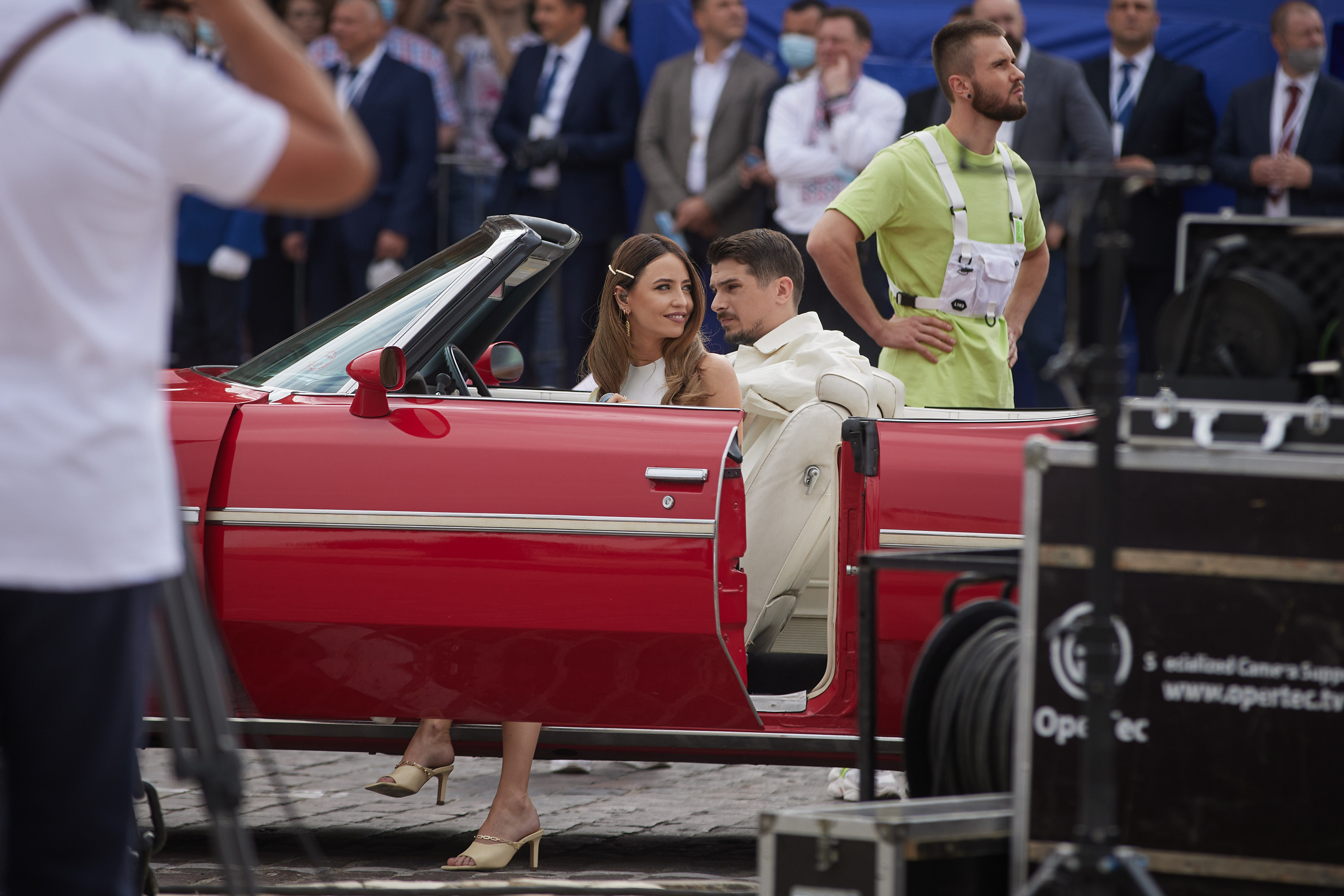
Группа «Время и Стекло» на концерте в честь Дня независимости Украины в 2020 году

10 марта 2020 года выходит клип группы на песню «Навсегда/Никогда» под названием «Время истекло».
11 марта 2020 года официально объявили о распаде группы и последнем туре под названием «Финальные титры» позже переименованным в «Последний танец». Финальный концерт прощального тура и группы состоялся 30 октября 2020 года в Киеве во дворце «Украина». 10 июля вышел последний клип группы и саундтрек к их последнему туру «Last Dance». Также 3 сентября на канале Монатика вышел мюзикл «Ритм», в котором снялись и выступили «Время и Стекло» с новой версией песни «Навсегда/Никогда».
В 2022 году, в связи с вторжением России на территорию Украины, были удалены треки группы из всех российских музыкальных площадок. На официальном канале группы большая часть музыкальных клипов стала недоступна для российских пользователей. На обложках клипов сначала появился призыв к гражданам России остановить войну, а затем сообщение о перечислении части средств на гуманитарную помощь.

## Скандалы

### Гастроли в России
Несмотря на продолжающуюся с 2014 года войну России против Украины , а также российскую аннексию Крыма и части востока Украины, группа продолжает гастролировать Россией и рекламировать услуги российских компаний.
В августе 2017 года разгорелся скандал, после того как группа «Время и Стекло» назвали Россию «нашей страной» во время выступления в детском лагере в России.
В октябре 2020 года группа выступала в элитном киевском заведении на свадьбе пасынка Виктора Медведчука.

## Дискография

### Студийные альбомы
| Название         | Детали                                                                               |
| ---------------- | ------------------------------------------------------------------------------------ |
| «Время и стекло» | - Релиз: 1 сентября 2014 - Лейбл: MOZGI Entertainment - Формат: Цифровая дистрибуция |
| VISLOVO          | - Релиз: 5 июля 2019 - Лейбл: MOZGI Entertainment - Формат: Цифровая дистрибуция     |

### Мини-альбомы
| Название       | Детали                                                                               |
| -------------- | ------------------------------------------------------------------------------------ |
| «Глубокий дом» | - Релиз: 11 декабря 2015 - Лейбл: MOZGI Entertainment - Формат: Цифровая дистрибуция |

### Сборники
| Название          | Детали                                                                           |
| ----------------- | -------------------------------------------------------------------------------- |
| «Обратный отсчёт» | - Релиз: 9 июня 2017 - Лейбл: MOZGI Entertainment - Формат: Цифровая дистрибуция |

### Синглы
| Год                                             | Название                     | Позиции в чартах   | Позиции в чартах   | Позиции в чартах   | Позиции в чартах   | Позиции в чартах   | Позиции в чартах | Позиции в чартах | Позиции в чартах | Позиции в чартах | Позиции в чартах | Альбом            |
| Год                                             | Название                     | Еженедельные чарты | Еженедельные чарты | Еженедельные чарты | Еженедельные чарты | Еженедельные чарты | Годовые чарты    | Годовые чарты    | Годовые чарты    | Годовые чарты    | Годовые чарты    | Альбом            |
| Год                                             | Название                     | СНГ                | Украина            | Киев               | Россия             | Москва             | СНГ              | Украина          | Киев             | Россия           | Москва           | Альбом            |
| ----------------------------------------------- | ---------------------------- | ------------------ | ------------------ | ------------------ | ------------------ | ------------------ | ---------------- | ---------------- | ---------------- | ---------------- | ---------------- | ----------------- |
| 2010                                            | «Так выпала карта»           | —                  | 41                 | 38                 | —                  | —                  | —                | —                | —                | —                | —                | «Время и Стекло»  |
| 2011                                            |                              |                    |                    |                    |                    |                    |                  |                  |                  |                  |                  | «Время и Стекло»  |
| «Любви точка нет»                               | —                            | 58                 | —                  | —                  | —                  | —                  | —                | —                | —                | —                |                  | «Время и Стекло»  |
| «Скачать бесплатно»                             | —                            | 33                 | 44                 | —                  | —                  | —                  | —                | —                | —                | —                |                  | «Время и Стекло»  |
| «Серебряное море»                               | 118                          | 5                  | 7                  | —                  | —                  | —                  | 53               | 66               | —                | —                |                  | «Время и Стекло»  |
| «Кафель»                                        | 92                           | 7                  | 11                 | —                  | —                  | —                  | 54               | 59               | —                | —                |                  | «Время и Стекло»  |
| 2012                                            | «Гармошка»                   | —                  | 30                 | 32                 | —                  | —                  |                  | —                | —                | —                | —                | «Время и Стекло»  |
| 2012                                            | «Harmonica»                  | —                  | —                  | —                  | —                  | —                  | —                | —                | —                | —                | —                | «Время и Стекло»  |
| 2012                                            | «Слеза» (при участии Потапа) | 170                | 47                 | 53                 | —                  | —                  | —                | —                | 156              | —                | —                | «Время и Стекло»  |
| 2013                                            | «#кАроче»                    | —                  | —                  | —                  | —                  | —                  | —                | —                | —                | —                | —                | «Время и Стекло»  |
| 2013                                            | «Потанцуй со мной»           | —                  | —                  | —                  | —                  | —                  | —                | 193              | 189              | —                | —                | «Время и Стекло»  |
| 2014                                            | «Забери»                     | —                  | —                  | —                  | —                  | —                  | —                | 33               | 64               | —                | —                | «Время и Стекло»  |
| 2015                                            | «Имя 505»                    | 11                 | —                  | —                  | —                  | —                  | 52               | 22               | 12               | 62               | 64               | «Глубокий дом»    |
| 2015                                            | «Песня 404»                  | 92                 | —                  | —                  | —                  | —                  | —                | 167              | 107              | —                | —                | «Глубокий дом»    |
| 2016                                            | «Навернопотомучто»           | —                  | —                  | —                  | —                  | —                  | 53               | 30               | 32               | 68               | 71               | «Обратный отсчёт» |
| 2016                                            | «На стиле»                   | 43                 | —                  | —                  | —                  | —                  | 182              | 77               | 82               | —                | —                | «Обратный отсчёт» |
| 2017                                            | «Back2Leto»                  | —                  | —                  | —                  | —                  | —                  | —                | 136              | 137              | —                | —                | «Обратный отсчёт» |
| 2017                                            | «Тролль»                     | 128                | —                  | —                  | —                  | —                  | —                | 58               | 122              | —                | —                | без альбома       |
| 2017                                            | «Ритм 122»                   | —                  | —                  | —                  | —                  | —                  | —                | —                | —                | —                | —                | «Глубокий дом»    |
| 2018                                            | «ТОП»                        | 92                 | —                  | —                  | —                  | —                  | —                | 117              | 192              | —                | —                | без альбома       |
| 2018                                            | «Е, Бой»                     | 358                | —                  | —                  | —                  | —                  | —                | —                | —                | —                | —                | VISLOVO           |
| 2018                                            | «Песня про лицо»             | —                  | —                  | —                  | —                  | —                  | —                | —                | —                | —                | —                | VISLOVO           |
| 2018                                            | «Финальные титры»            | 308                | —                  | —                  | —                  | —                  | —                | —                | —                | —                | —                | VISLOVO           |
| 2019                                            | «Дим»                        | 51                 | —                  | —                  | —                  | —                  | —                | 7                | 12               | —                | —                | VISLOVO           |
| 2019                                            | «Vislovo»                    | 160                | —                  | —                  | —                  | —                  | —                | —                | —                | —                | —                | VISLOVO           |
| 2019                                            | «Лох»                        | —                  | —                  | —                  | —                  | —                  | —                | —                | —                | —                | —                | VISLOVO           |
| 2020                                            | «Навсегда/Никогда»           | 285                | —                  | —                  | —                  | —                  | —                | 85               | 128              | —                | —                | VISLOVO           |
| 2020                                            | «Last Dance»                 | 442                | —                  | —                  | —                  | —                  | —                | —                | —                | —                | —                | без альбома       |
| Символ «—» означает, что сингл не попал в чарт. |                              |                    |                    |                    |                    |                    |                  |                  |                  |                  |                  |                   |

### Промосинглы
| Год  | Название                                         | Альбом      |
| ---- | ------------------------------------------------ | ----------- |
| 2018 | «До зірок»                                       | без альбома |
| 2018 | «Промiнь» (при участии MOZGI & Michelle Andrade) | без альбома |
| 2019 | «Balensiaga»                                     | VISLOVO     |
| 2020 | «20s» (при участии MOZGI, U_C, Michelle Andrade) | без альбома |
| 2020 | «Тролль» (UA Version)                            | без альбома |

## Видеография
| 2010               | «Так выпала карта»                                             | Александра Стеганова                      |           |            |                     |
| 2011               | «Любви точка нет»                                              | Алексей Потапенко                         |           |            |                     |
| 2011               | «Серебряное море»                                              | Алексей Потапенко                         |           |            |                     |
| 2011               | «Кафель»                                                       | Алексей Потапенко                         |           |            |                     |
| 2011               | «Скачать бесплатно»                                            | Иван Зайковский                           | 2012      | «Гармошка» | Виктор Скуратовский |
| 2011               | «Слеза» (при участии Потапа)                                   | Алексей Потапенко                         | 2012      |            |                     |
| 2011               | 2013                                                           | Алексей Потапенко                         | «#кАроче» |            |                     |
| «Harmonica»        | 2013                                                           | Виктор Скуратовский                       |           |            |                     |
| «Потанцуй со мной» | 2013                                                           | Леонид Колосовский                        |           |            |                     |
| 2014               | «Забери»                                                       | Владимир Шкляревский и Леонид Колосовский |           |            |                     |
| 2015               | «Имя 505»                                                      | Леонид Колосовский                        |           |            |                     |
| 2015               | «Песня 404»                                                    | Леонид Колосовский                        |           |            |                     |
| 2016               | «Навернопотомучто»                                             | Леонид Колосовский                        |           |            |                     |
| 2017               | «На стиле»                                                     |                                           |           |            |                     |
| 2017               | «Back2Leto»                                                    | Илларион Ефремов                          |           |            |                     |
| 2017               | «Ритм 122»                                                     | Юрий Казанкин                             |           |            |                     |
| 2017               | «Тролль»                                                       | Таня Муиньо                               |           |            |                     |
| 2018               | «До зірок»                                                     | Сергей Чеботаренко                        |           |            |                     |
| 2018               | «ТОП» (Lyric Video)                                            | Денис Маноха                              |           |            |                     |
| 2018               | «Промiнь» (Lyric Video) (при участии MOZGI & Michelle Andrade) | Максим Шелковников                        |           |            |                     |
| 2018               | «Е, Бой»                                                       | Таня Муиньо                               |           |            |                     |
| 2018               | «Песня про лицо»                                               | Леонид Колосовский                        |           |            |                     |
| 2019               | «Дим»                                                          | Максим Шелковников                        |           |            |                     |
| 2019               | «Vislovo»                                                      | Леонид Колосовский                        |           |            |                     |
| 2019               | «Лох»                                                          | Таня Муиньо                               |           |            |                     |
| 2020               | «20s» (при участии MOZGI, U_C, Michelle Andrade)               | Марк Тельпис, Рома Шпарук                 |           |            |                     |
| 2020               | «Навсегда/Никогда» («Время истекло.»)                          | Максим Шелковников, Денис Маноха          |           |            |                     |
| 2020               | «Last Dance»                                                   | Максим Шелковников, Денис Маноха          |           |            |                     |
| 2020               | «Навсегда/Никогда» (Ритм)                                      | Таня Муиньо                               |           |            |                     |

## Список наград
- 2011 год — премия «Золотой граммофон» (Украина) за песню «Серебряное море».
- 2014 год — премия «Песня года» (Украина) за песню «Забери».
- 2015 год — премия «M1 Music Awards» (Украина) победа в номинации «Хит года» за песню «Имя 505».
- 2016 год — премия «YUNA» (Украина) победа в номинациях «Лучшая поп-группа» и «Лучшие артисты медиа».
- 2016 год — премия «M1 Music Awards» победа в номинации «Лучшая группа».
- 2016 год — премия «Высшая лига» (Россия) за песню «НаверноПотомуЧто».
- 2017 год — премия «YUNA» (Украина) победа в номинации «Лучшая поп-группа»
- 2017 год — премия «Премия RU.TV» (Россия) победа в номинации «Лучшая песня».
- 2017 год — премия «M1 Music Awards» победа в номинации «Лучшая группа».
- 2017 год — премия «M1 Music Awards» победа в номинации «Лучший номер на церемонии»
- 2018 год — премия «YUNA» (Украина) победа в номинации «Лучшая поп-группа»
- 2018 год — премия «Top Hit Music Awards» (Россия) победа в номинации «Лучшая группа YouTube Russia» и «Лучший клип YouTube Russia» — «На стиле».
- 2018 год — премия «M1 Music Awards» (Украина) победа в номинации «Лучшая поп-группа».
- 2019 год — премия «M1 Music Awards» (Украина) победа в номинациях «Группа года», «Хит года» (за песню «Дим») и «Favorit года».
- 2020 год — премия «Золотая Жар-Птица» (Украина) победа в номинациях «Хит года» (за песню «Дим»), «Лучшая поп-группа» и «Денс-хит» (за песню «Дим»).
- 2020 год — премия «YUNA» (Украина) победа в номинациях «Лучшая песня» — «Дим» и «Лучшая поп-группа».